# Attentat du World Trade Center de 1993
Pour les articles homonymes, voir World Trade Center (homonymie).
Pour l'attaque du 11 septembre 2001, voir Attentats du 11 septembre 2001.
L'attentat du World Trade Center de 1993 est un attentat terroriste commis le 26 février 1993 dans le parking de la tour Nord du World Trade Center à New York. Un cocktail explosif de près de 680 kg est placé dans une voiture piégée avec pour objectif de faire basculer la tour Nord sur la tour Sud et de détruire ainsi le complexe, tuant des milliers de civils. Considérée comme un échec, l'opération terroriste tue 6 personnes et en blesse 1 042 autres.
Quelques jours après l'attentat, l'enquête policière se concentre sur une cellule islamiste de Jersey City et Brooklyn autour d'Omar Abdel Rahman, surnommé « le cheikh aveugle ». Le chauffeur du groupe, Mohammed Salameh, est le premier arrêté et les indices mènent à ses différentes planques et complices. Le groupe de conspirateurs compte dans ses rangs Ramzi Yousef, Mahmud Abouhalima, Nidal Ayyad, Abdul Rahman Yasin et Ahmed Ajaj. Le financement de l'attentat, peu coûteux, est assuré par l'oncle de Ramzi Yousef, Khalid Cheikh Mohammed.
En mars 1994, Abouhalima, Ajaj, Ayyad et Salameh sont condamnés pour la fabrication de la bombe à 240 années d'emprisonnement chacun. Les charges retenues portent sur l’association de malfaiteurs, la destruction de propriété privée au moyen d’explosifs et le transport de ces mêmes explosifs sur le territoire fédéral. En novembre 1997, deux autres membres de la cellule sont condamnés : Ramzi Yousef, le cerveau de l'attentat, et Eyad Ismoil, le chauffeur du camion piégé.
Inspiré par Al-Qaïda, cet attentat peut être considéré comme le premier attentat djihadiste de l'histoire contre un pays occidental.

## Préparation de l'attentat

### Arrivées aux États-Unis et constitution de la cellule terroriste
Omar Abdel Rahman, surnommé « le cheikh aveugle », entre aux États-Unis avec un visa touristique en 1990 bien qu'il soit sur la liste des terroristes internationaux. Rahman est connu pour avoir été accusé et acquitté de l'assassinat du président égyptien Anouar el-Sadate en 1981. Guide spirituel et chef du mouvement sunnite égyptien islamiste Gamaa al-Islamiya, Rahman devient un prêcheur charismatique des mosquées de Brooklyn et de l’état du New Jersey. La mosquée de Brooklyn est d'ailleurs soutenue par le Maktab al-Khadamāt. Le FBI enquête sur le cheikh lorsque El Sayyid Nosair est arrêté dans le cadre de l'assassinat de Meir Kahane en novembre 1990. Rahman poursuit ses prêches religieux dans la mosquée Al-Salam de Jersey City situé au-dessus d'un restaurant chinois, même après le retrait de sa carte verte en août 1992 pour ne pas avoir répondu aux services de l'immigration.
Mohammed Salameh entre aux États-Unis par l'aéroport international John-F.-Kennedy de New York le 17 février 1988 depuis la Jordanie avec un visa touristique de six mois et y reste illégalement,. Il s'installe à Jersey City et devient un fidèle de la mosquée d'Omar Abdel Rahman lorsque celui-ci y prêche au début des années 1990. Le 23 juillet 1992, il tente pour la première fois d'obtenir un permis de conduire de l'État du New Jersey et échoue. Il échoue lors de trois autres tentatives dans le New Jersey avant de tenter sa chance à New York et d'obtenir un permis de conduire le 8 septembre 1992.
Ramzi Yousef entre sur le territoire américain le 1er septembre 1992 en première classe dans un vol en provenance du Pakistan. Il présente un passeport irakien aux autorités américaines et demande l'asile politique. Le centre de détention des services d'immigration et de naturalisation étant plein, l'administration autorise Ramzi Yousef à entrer aux États-Unis et le convoque ultérieurement pour des entretiens en vue d'examiner sa demande d'asile. Dès son arrivée, Ramzi Yousef habite avec Mohammed Salameh.
Ahmed Ajaj, Palestinien de 27 ans, prend le même avion que Ramzi Yousef pour entrer aux États-Unis. Les deux hommes font comme s'ils ne se connaissent pas. Livreur de pizza à Houston, Ajaj essaie d’entrer avec un passeport suédois falsifié mais son manque de vêtements attire l’attention des services d’immigration à l’aéroport John F. Kennedy. Quand les fonctionnaires entreprennent des vérifications complémentaires, ils découvrent de nombreux manuels d'utilisation de couteaux, grenades, poisons, armes et sur la fabrication de cocktails Molotov et autres bombes dans ses bagages. Abu Barra, le nom d’emprunt de Mohammed Jamal Khalifa, apparaît sur des plans.

La cellule terroriste de l'attentat du World Trade Center de 1993
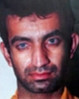
Ramzi Yousef.
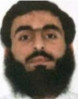
Mohammed Salameh.
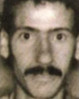
Ahmed Ajaj.
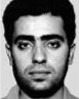
Eyad Ismoil.
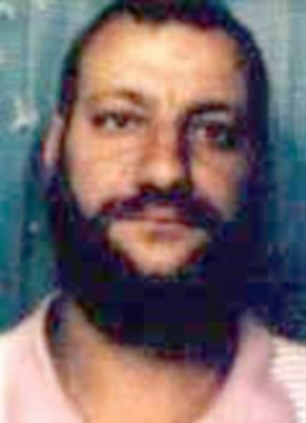
Mahmud Abouhalima.
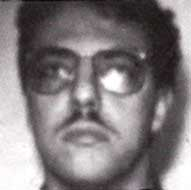
Nidal Ayyad.
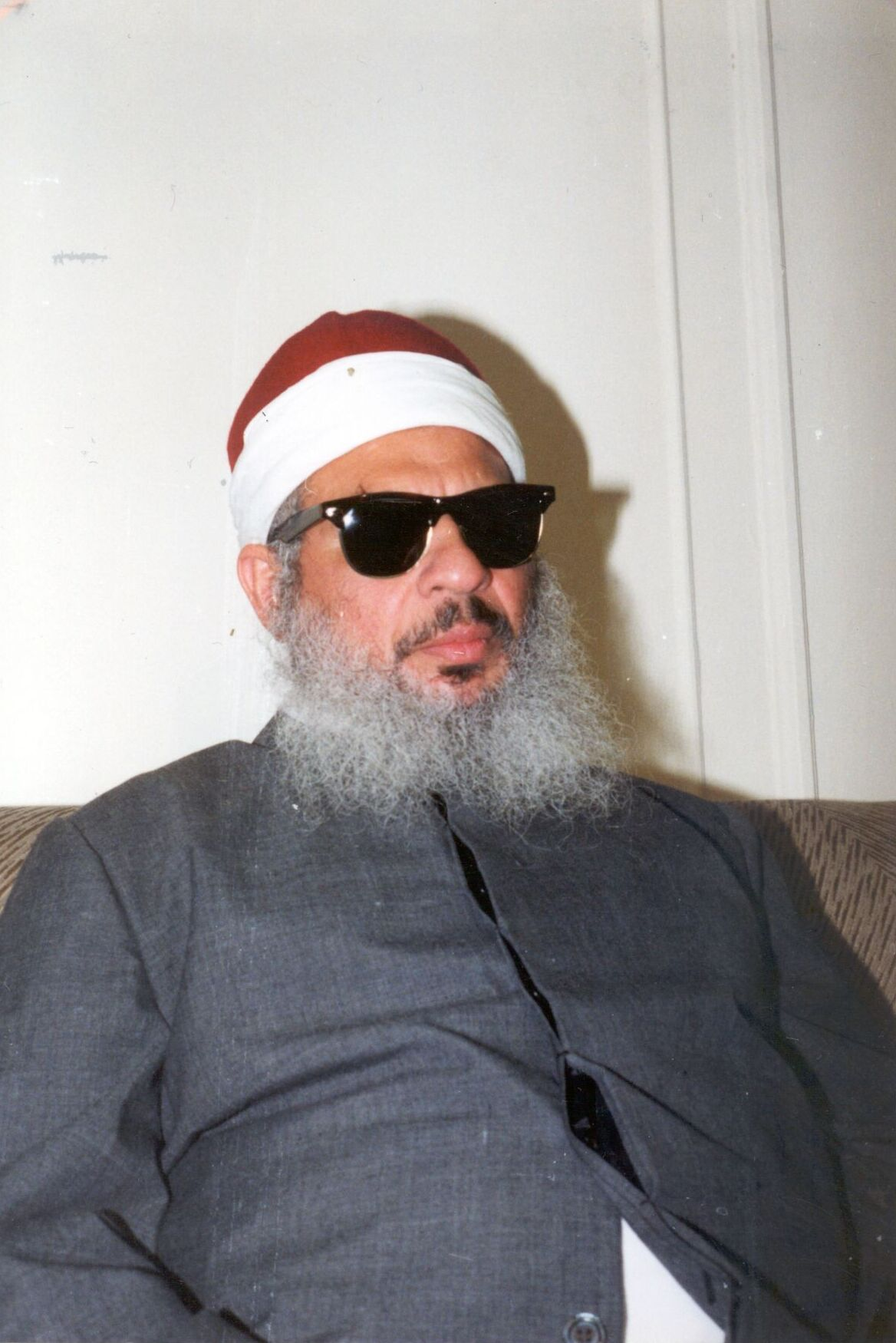
Omar Abdel Rahman.

### Fabrication de la bombe
Le 30 novembre 1992, Mohammed Salameh acquiert un garde-meuble à Jersey City sous le nom de Kamal Ibraham. Il justifie la location par la création d'une entreprise avec des amis. Sur le contrat de location, il écrit le nom de six associés qui ont accès à l'espace de stockage. Le 31 décembre 1992, Mohammed Salameh et Ramzi Yousef changent d'habitation et s'installent dans un appartement au 40 avenue Pamrapo à Jersey City. Le 24 janvier, Mohammed Salameh, en tant que conducteur, et Ramzi Yousef en tant que passager, ont un accident de voiture à proximité du complexe immobilier où vit Mahmud Abouhalima,. Yousef est hospitalisé et y reste jusqu'au 29 janvier, obtenant un report de son audience d'immigration.
Sous le nom de Kemal Ibraham, Ramzi Yousef commande les produits chimiques en plusieurs fois, par téléphone, à une entreprise locale de Jersey City.
Le 15 février, Nidal Ayyad loue une voiture à Newark et ajoute Salameh comme conducteur supplémentaire. Le 23 février 1993, Mohammed Salameh loue une camionnette jaune de type Econoline auprès de la compagnie Ryder,. À la veille de l'attentat, le groupe reçoit une livraison d'hydrogène comprimé.
Dans l’appartement de Nosair dans le New Jersey, la police trouve des dizaines de plans de la fabrication de bombes et de documents liés au complot terroriste, ainsi que des manuels du centre de formation des forces spéciales de Fort Bragg, des mémos secrets du Comité des chefs d’États-majors interarmées et 1 440 pièces de munitions.

### Caractéristiques de la bombe
Ramzi Yousef est assisté de l'artificier irakien Abdul Rahman Yasin pour assembler la bombe d'environ 590 kilogrammes. Selon des experts, la bombe est simple d'assemblage et peut être fabriquée par presque tout le monde à l'aide de manuels obtenus dans les librairies. L'une des spécificités de la bombe est le faible coût de ses composants, qui ont été achetés pour un peu plus de 400 dollars.
La bombe est principalement constituée de nitrate d'ammonium, un ingrédient commun de nombreux engrais,. Les deux autres substances chimiques utilisées sont l'acide nitrique et l'acide sulfurique, deux produits qui ne nécessitent pas d'autorisation à l'achat, contrairement à des explosifs ou de la dynamite. Autour du cœur de la bombe, les terroristes placèrent de l’aluminium, du magnésium et des particules d’oxyde de fer. L’amorçage de la bombe se fait par l’intermédiaire d’une charge explosive composée de nitroglycérine, de dynamite, de poudre sans fumée et d’une mèche. La nitroglycérine est considérée comme un explosif instable qui peut exploser à la suite d'une petite vibration. Trois réservoirs d’hydrogène étaient également placés autour de la charge explosive, afin d’améliorer la combustion des particules de fer.
L'usage de bouteilles de gaz comprimé ressemble fortement aux méthodes employées lors de l’attentat du Drakkar à Beyrouth en 1983. Lors de ces deux attentats, des bouteilles d’air comprimé sont utilisées pour produire une explosion de type thermobarique, qui produit davantage d’énergie que les explosifs conventionnels de haute puissance. Selon un témoignage recueilli lors du procès, le FBI n’a enregistré qu’un seul attentat utilisant une bombe à base de nitrate d’urée.
La camionnette louée par le groupe terroriste dispose d’un volume utile de 8,4 m3, ce qui correspond à 910 kilogrammes d’explosifs. Cependant, la camionnette n'est pas remplie au maximum de ses capacités. Yousef utilise une mèche de 6 mètres qu’il place dans un tube chirurgical. Yasin a estimé que ce détonateur actionnerait la bombe douze minutes après avoir été allumée par un briquet.
Yousef veut que la fumée reste dans la tour, afin que le public puisse voir les gens s’asphyxier à petit feu. Il a prévu que la tour Nord s’effondre sur la tour Sud après l’explosion.
La rumeur persiste quant à la présence de cyanure dans la bombe, croyance renforcée par le juge Kevin Duffy lors de la sentence : « Vous aviez à votre disposition du cyanure de sodium, et je suis certain que vous en avez fait usage pour la fabrication de la bombe. » Cependant, l’examen des lieux ne permit pas d’établir avec certitude la composition de la bombe et Robert Blitzer, un agent expérimenté du FBI qui a travaillé sur l’affaire affirma qu’il n’y avait aucun élément scientifique prouvant la présence de cyanure de sodium sur le site de l’explosion. De plus, le journaliste Peter Lance estime qu'Yousef a seulement envisagé la possibilité d’ajouter du cyanure à l’explosif, et qu’il regrettait de ne pas l’avoir fait.

### Revendications et motivations
Ramzi Yousef envoie des lettres à plusieurs journaux new-yorkais à une date indéfinie autour de l'attentat dans lesquelles il se réclame du cinquième bataillon de l’Armée de Libération. L'un des médias new-yorkais, The New York Times, reçoit ce courrier quatre jours après l'attentat et le transmet à la police qui l'authentifie. Cette lettre d'une page indique que l'attentat est une réponse au « soutien politique, économique et militaire américain à Israël, le pays du terrorisme et aux autres dictatures de la région »,. Ces lettres comportent trois demandes : la fin de l’aide américaine à Israël, la fin des relations diplomatiques israélo-américaines et la fin de toute ingérence dans les affaires intérieures des pays du Moyen-Orient. La lettre affirme que si ces demandes ne sont pas satisfaites, l'Armée de Libération « va continuer à exécuter ses missions comme des cibles militaires et civiles » et a « plus de 150 soldats kamikazes prêts à passer à l'action », mentionnant de « potentielles cibles nucléaires »,.
Dans ses communiqués, Yousef concède que les attaques contre le World Trade Center sont un acte de terrorisme, mais que celui-ci est justifié parce que le « terrorisme dont Israël fait usage (et que les États-Unis soutiennent) doit être considéré sur un même pied d’égalité ». Le plan initial des terroristes est que l’explosion du camion piégé fasse basculer la tour Nord sur la tour Sud, entraînant l’effondrement des deux tours.
Les premières cibles de la cellule terroriste incluent le président égyptien Hosni Moubarak, le secrétaire général des Nations unies Boutros Boutros-Ghali, le sénateur de l'État de New York Alfonse D'Amato, le membre de l'assemblée de New York Dov Hikind, les tunnels Lincoln et Holland et surtout le Siège des Nations unies. Siddig Ibrahim Siddig Ali indique en 1995 que le groupe a envisagé d'enlever l'ancien président des États-Unis Richard Nixon et l'ancien secrétaire d'État Henry Kissinger comme monnaie d'échange pour obtenir la libération d'El Sayyid Nosair. L’écrivain Simon Reeve émet l’hypothèse que quelque chose s’est mal passé, en raison par exemple du niveau de sécurité et que la destination finale du camion piégé a été modifiée.
Dans l'émission 60 Minutes enregistrée le 23 mai 2002 et diffusée début juin, Abdul Rahman Yasin indique que le plan initial du groupe est de tuer des individus de confession juive dans le quartier de Brooklyn,. Après avoir repéré les quartiers de Williamsburg et Crown Heights, Ramzi Yousef a une autre idée : faire une grande explosion plutôt que plusieurs petites explosions. Il cible alors le World Trade Center où selon lui, la majorité des personnes qui travaillent sont juives,. Yasin indique dans l'interview que cet attentat est « une vengeance pour mes frères palestiniens et mes frères en Arabie saoudite »,.

## Attentat

### Explosion de la voiture piégée

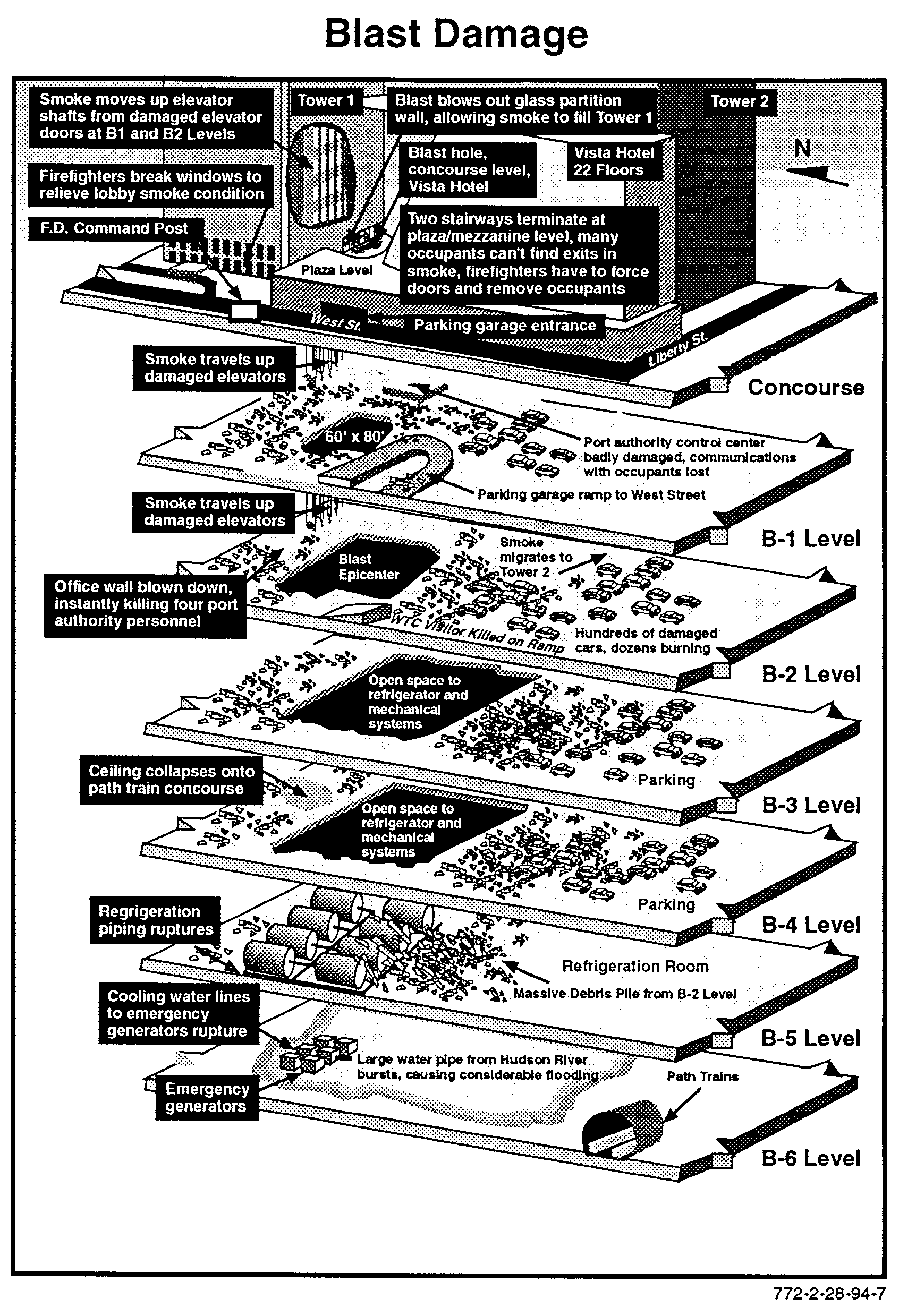
Schéma des dommages causés aux différents niveaux des sous-sols du World Trade Center par l'explosion.

À 4 h du matin le 26 février 1993, la camionnette piégée jaune est stationnée à une station service ouverte de nuit du boulevard Kennedy à Jersey City. En ce vendredi d'hiver, il neige dans le sud de Manhattan.
Ramzi Yousef et son ami jordanien Eyad Ismoil conduisent une camionnette de location dans le quartier de Lower Manhattan. Ils déposent le véhicule dans la partie réservée aux services secrets au niveau B-2 du parking souterrain du World Trade Center vers midi. Yousef déclenche le détonateur et s’enfuit. À 12 h 17 min 37 s, la bombe explose dans le parking souterrain, produisant une pression estimée à 10 335 bar. L’explosion, qui ressemble à un tremblement de terre, fait un cratère de 30 mètres de diamètre, et sur 60 mètres de profondeur sur six niveaux de sous-sol. La vitesse de détonation est d’environ 4,5 km/s. L'explosion endommage le centre de commande d'urgence du bâtiment et pulvérise le système de contrôle de la ventilation des bâtiments. Cinq des huit lignes d'alimentation en courant électrique sont coupées et des canalisations domestiques situées au niveau B-6 sont détruites, inondant la pièce où sont disposés les générateurs de secours,.
La bombe cause immédiatement une coupure générale de courant, déclenchant le système d’éclairage de secours. La fumée de l’explosion, en l’absence de pressurisation des cages d’escalier, atteint le 93e étage de chacune des deux tours. Cette épaisse fumée ralentit l’évacuation des occupants, dont beaucoup sont intoxiqués par leur inhalation. Des centaines de personnes sont piégées dans les ascenseurs lors de la coupure d’électricité qui dure 7 heures,. Un groupe de 17 enfants de maternelle est bloqué près de 5 heures après leur visite de la terrasse panoramique de la tour Sud.
Une conséquence secondaire de la coupure de courant est l’arrêt des transmissions hertziennes des télévisions et des radios locales pendant près d’une semaine,. Les communications téléphoniques sont pour la plupart interrompues dans le quartier de Lower Manhattan. Les premières informations relayées dans les médias font état de l’explosion d’un des principaux transformateurs électriques, sans envisager l’hypothèse de l’explosion d’une bombe dans le sous-sol. Peu de gens se trouvent dans le parking à l'heure de l'explosion.
L'attentat crée une vague de panique dans la ville. Plus de 16 000 appels téléphoniques sont passés au 911 dans les huit heures suivant l'attentat contre 5 500 appels pour une journée ordinaire. Un autre centre d'appel est mis en place dans l'après-midi et reçoit lui aussi 3 000 appels en quelques heures. Quatre heures après l'explosion, une alerte à la bombe provoque l'évacuation de l'Empire State Building,. Entre 14 h et 21 h, la ville de New York reçoit 69 menaces d'attentat à la bombe, en nette hausse face aux 7 à 10 menaces quotidiennes.

### Secours

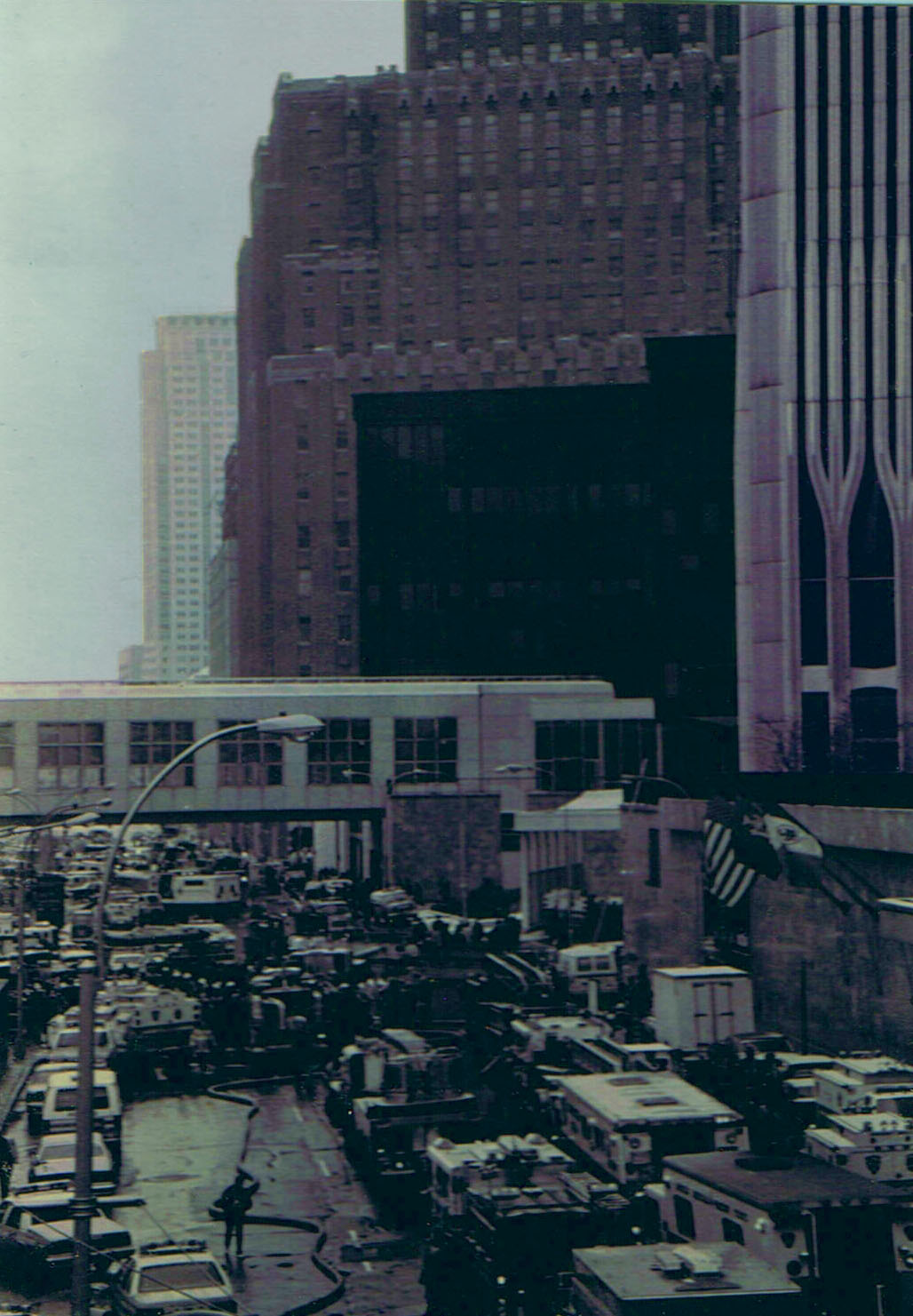
Les secours présents sur la West Side Highway, longeant le World Trade Center (à droite), après l'explosion.

Les premières équipes de pompiers intervenant sur l'attentat constatent que le feu est plus important qu'une simple explosion de transformateur électrique. Descendant dans les niveaux inférieurs du bâtiment, elles découvrent un niveau B-2 complètement détruit. Quatre personnes travaillant à cet étage sont trouvées mortes et déplacées dans une morgue temporaire mise en place dans le Vista Hotel. Les secours évacuent 16 individus bloqués sous les débris dans les restes d'un vestiaire à proximité de l'épicentre de l'explosion ainsi que plusieurs personnes qui sont tombées dans le cratère.
Les équipes de secours se concentrent alors sur l'évacuation des deux tours où la fumée envahissante menace les occupants. Le plan d'évacuation du World Trade Center est « détruit » par l'explosion selon son directeur Charles Maikish. Les secours ne disposent plus du bureau de la police et du centre des opérations du complexe. Sans électricité, ni téléphone, ni télévision, ni haut-parleurs pour communiquer avec les occupants des bâtiments, les secours doivent improviser. Sans indication, les travailleurs du bâtiment doivent trouver par eux-mêmes les sorties. Le bâtiment est exempté de suivre les lois locales et la réglementation de la ville de New York concernant la sécurité et la sûreté depuis 1962.
Les véhicules de police, de pompiers et d'ambulances se massent sur dix pâtés de maisons autour des tours. Six personnes dont une femme enceinte sont évacués par hélicoptère depuis le toit de la Tour 1. La Croix-Rouge américaine est également présente pour prendre en charge les premiers blessés. Dans l'après-midi, plusieurs centaines de policiers et de pompiers entrent dans le bâtiment pour évacuer les personnes à travers la fumée. Des tentes de secours mobiles sont installées le long de la Douzième avenue.
En combattant l’incendie et ses conséquences, 88 pompiers sont blessés dont un nécessitant une hospitalisation, 35 officiers de police et un employé de la poste sont blessés. Le pompier hospitalisé, Kevin Shea, est tombé dans le cratère en tentant d'aider une victime piégée dans les décombres dans la première heure d'intervention des secouristes, nécessitant une opération médicale importante.

### Victimes

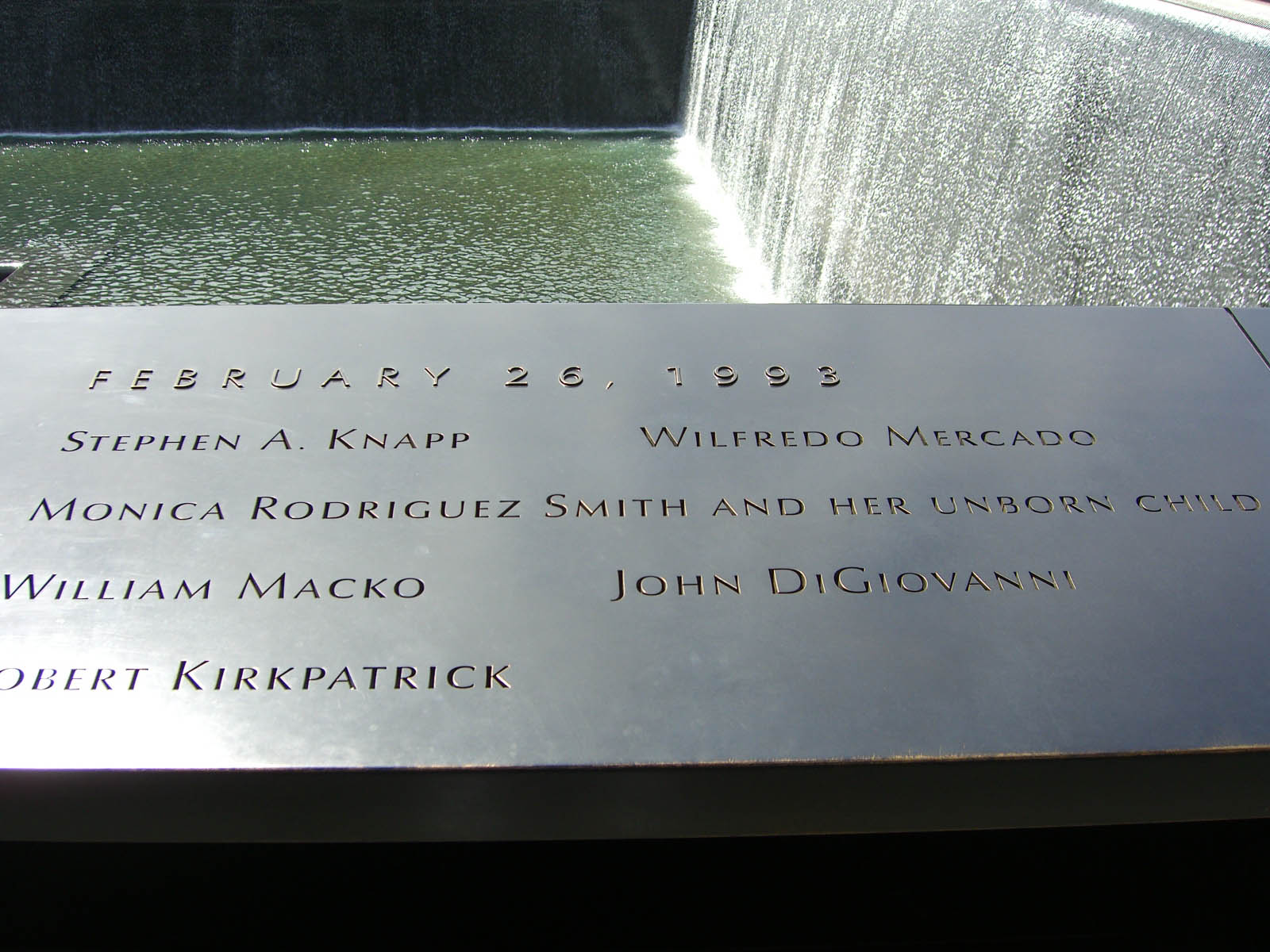
Le bassin nord du Mémorial du 11 Septembre (panneau N-73) présente les noms des victimes de l'attentat de 1993, après l'anéantissement du précédent mémorial en 2001.

Le premier bilan humain de l'attentat fait état de cinq morts,. Wilfredo Mercado, acheteur du Vista Hotel et du restaurant Windows on the World, est porté disparu,. Après 17 jours de recherche son corps est retrouvé, après avoir échappé aux recherches des chiens et par détecteur thermique, trois étages sous son bureau.
En tout, six personnes sont tuées et 1 042 autres blessées, la plupart durant l’évacuation qui a suivi l’explosion. Un rapport de l’organisation fédérale des pompiers indique que parmi les dizaines de personnes qui fuient par les toits des tours, 28 d’entre elles ont des antécédents médicaux et doivent être évacuées par les hélicoptères de la police de New York. 15 personnes sont gravement blessées par l’explosion et 20 se sont plaintes de problèmes cardiaques. Plus de 1 000 personnes assistent à des séances individuelles ou collectives avec les équipes de psychologie et les professionnels de la santé mentale mis à leur disposition.
Les 6 victimes décédées lors de l'attentat sont :
- Monica Rodriguez Smith[7], âgée de 34 ans, secrétaire, enceinte de sept mois, alors qu'elle vérifie des feuilles de temps dans son bureau au niveau B-2 ;
- Robert « Bob » Kirkpatrick[8], âgé de 61 ans, serrurier ;
- William « Bill » Macko[9], âgé de 47 ans, ouvrier de maintenance ;
- Stephen A. Knapp[10], âgé de 48 ans, responsable de la maintenance, qui déjeunait avec Robert Kirkpatrick et William Macko dans une pièce à côté de bureau de Monica Smith ;
- John DiGiovanni[11], âgé de 45 ans, représentant de commerce dentaire, qui se garait dans le parking ;
- Wilfredo Mercado[12], âgé de 37 ans, responsable des commandes du restaurant Windows on the World, qui vérifiait des commandes[nyt 29],[nyt 30].

### Fermeture des tours jumelles
L'explosion entraîne la fermeture des tours du World Trade Center. Pour limiter l'impact financier de cette fermeture, les autorités travaillent pour trouver de nouveaux bureaux pour les structures ne pouvant accéder à leurs bureaux dans les deux tours. Les places d'échanges qui fixent les prix de nombreux biens allant de l'or au jus d'orange doivent rester fermées le 28 février.
Le métro de New York et les lignes de train PATH sont arrêtées et ne retrouvent leur plein service que le 1er mars. Le New York Vista Hotel n'ouvre que le 1er novembre 1994, plus d'un an après l'attentat.
Le travail des enquêteurs sur place ralentit les travaux de reconstruction. Les autorités policières estiment à un mois le temps nécessaire pour réparer les dommages structurels des bâtiments, réparer les systèmes de prévention incendie et l'alimentation électrique de secours. La directrice administrative et financière de la ville de New York, Elizabeth Holtzman, estime à 692 millions de dollars les pertes pour les entreprises et agences gouvernementales si le bâtiment ferme une semaine et à 1,07 milliard de dollars pour une fermeture d'un mois. La Tour 1 ouvre au milieu du mois de mars et la Tour 2 à la fin du mois de mars. Le coût des pertes est finalement estimé à 510 millions de dollars par l'American Insurance Services Group après la réouverture des deux tours.

## Enquête policière
Bien que la cause de l’explosion ne soit pas immédiatement connue, notamment en raison de la piste du transformateur défectueux, les agents et artificiers de l’armée, de la police fédérale et de la police new-yorkaise comprennent rapidement la situation : l’ampleur de l’explosion est de loin supérieure à celle rencontrée lors de l’explosion d’un transformateur électrique. Le lendemain, alors qu'une explosion à la bombe est évoquée, des mesures de sécurité sont prises par précaution dans la région de New York.
L'attentat est revendiqué par 50 personnes ou groupes, ce qui complique l'enquête policière. Le maire de la ville David Dinkins promet depuis l'hôtel de ville de New York une récompense de 100 000 dollars pour toute information menant à l'arrestation des responsables de l'attentat. Les responsables de Port Authority annoncent doubler cette somme dans les heures qui suivent l'annonce du maire.
Dans les jours qui suivent l’attentat, les enquêteurs examinent les dommages et recherchent les indices. L'accès au lieu de l'explosion et au cratère qu'elle a créé est rendu difficile par les nombreux dégâts causés au bâtiment. En ratissant les décombres du parking souterrain, un artificier localise des pièces provenant du véhicule utilisé pour l’attaque piégée. Un numéro d’identification du véhicule, trouvé sur un essieu, permet aux enquêteurs de remonter la piste jusqu'à l’entreprise de location de la camionnette à Jersey City. Les enquêteurs découvrent que la personne ayant loué le véhicule est Mohammed Salameh. Salameh a déclaré le vol de la camionnette et est arrêté lorsqu'il revient récupérer sa caution le 4 mars 1993,.
L’arrestation de Salameh conduit la police vers l’appartement d'Abdul Rahman Yasin, qu'il partage avec sa mère dans le même immeuble que Ramzi Yousef, ainsi qu'au garde-meuble de Jersey City où les enquêteurs trouvent une importante quantité des produits chimiques utilisés dans la fabrication de la bombe. Yasin est emmené au poste de police de Newark mais est relâché. Le jour suivant, il s’enfuit en Irak, en passant par Amman en Jordanie. Yasin est ensuite inculpé pour l’attentat. Après les attentats du 11 septembre 2001, le président George W. Bush le place sur une liste des suspects les plus recherchés avec une prime de 25 millions de dollars. En 2002, il est révélé qu'Yasin, la seule personne impliquée dans les attentats qui n'ait pas été arrêtée par les services américains, est retenu prisonnier dans la banlieue de Bagdad depuis 1994. Lorsque la journaliste Lesley Stahl le questionne le 23 mai 2002 pour l'émission 60 Minutes, Yasin apparaît en tenue de prisonnier, menottes aux poignets. Il disparaît avant l’invasion de l'Irak en 2003 et ne donne plus signe de vie.
Fin mars 1993, Mahmud Abouhalima est arrêté au Caire en Égypte et transféré aux États-Unis pour être jugé.
L’arrestation de Salameh et de Yasin conduit les autorités jusqu'à l’appartement de Ramzi Yousef, où ils trouvent le matériel nécessaire à la fabrication d’une bombe ainsi que la carte de visite professionnelle de Mohammed Jamal Khalifa. Khalifa est arrêté le 14 décembre 1994 et expulsé en Jordanie par les services de l’immigration le 5 mai 1995. Il est acquitté par un tribunal jordanien et vit libre jusqu'à sa mort en Arabie saoudite en 2007.
Ramzi Yousef s’enfuit au Pakistan quelques heures après l’explosion. La police lance une recherche internationale et offre une récompense de 2 millions de dollars pour des renseignements menant à l'arrestation de Yousef. En février 1995, Ramzi Ahmed Yousef est arrêté au Pakistan à Islamabad et est déporté aux États-Unis. À l'annonce de la nouvelle, le président des États-Unis Bill Clinton annonce qu'il est détenu en prison à Manhattan et le décrit comme un acteur majeur de l'attentat.

### Le rôle du FBI
Lors du procès, il est révélé que le FBI a un informateur, un ancien officier de l’armée égyptienne du nom d’Emad Salem. Salem affirme avoir informé le FBI du complot visant les tours dès le 6 février 1992. Cet informateur a profondément infiltré la cellule terroriste au point d'avoir participé à l'élaboration de la bombe qui doit au départ être inoffensive. Le FBI lui demande alors de porter un micro pour confondre les terroristes. Ce dernier, buté, refuse. Un bras de fer s’engage entre l'indicateur et le FBI, les renseignements américains le menaçant de ne plus le payer. Emad Salem démissionne alors et quitte la cellule. Pensant que l'artificier de la cellule terroriste s'est retiré et qu'elle n'en a pas d'autres, le FBI enterre l'affaire. Le groupe appelle alors Ramzi Yousef en renfort pour réaliser le projet. Après l'attentat, les informations transmises par Salem permettent au FBI de trouver rapidement les instigateurs parmi des centaines de suspects.

### Implication du service de sécurité du département d'État des États-Unis

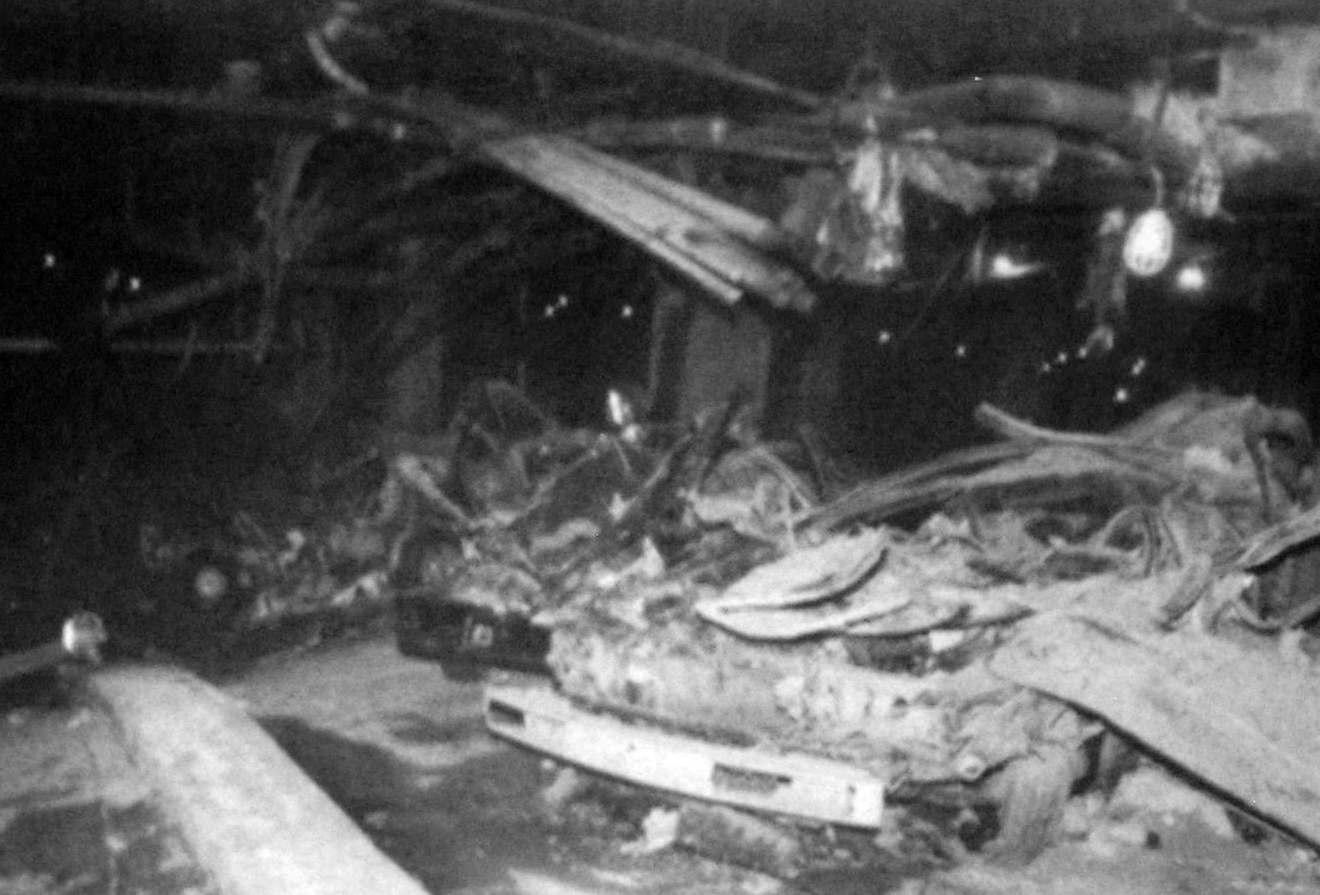
Les dégâts causés par l'explosion, photographiés par les agents de la DSS.

Bien que le succès ait été mis au crédit du FBI, c’est en réalité le service de sécurité du département d'État des États-Unis, le Diplomatic Security Service, qui trouva et arrêta Ramzi Ahmed Yousef, l’architecte des attentats du World Trade Center de 1993. Les agents spéciaux Bill Miller et Jeff Riner reçurent une information d’un complice de Ramzi Yousef sur sa localisation. La DSS arrêta Yousef en coordination avec la Direction pour le renseignement inter-services du Pakistan. Les mesures de sécurité mises en place par la DSS allaient de l'affectation de gardes au World Trade Center à des barrages restreignant l'accès des véhicules à certaines zones. L’autorité portuaire de New York avait la responsabilité de la sécurité des bâtiments du World Trade Center. Tous les colis étaient scannés à différents points de contrôle avant d’être envoyés au destinataire. Après son arrestation, Ramzi Yousef déclara aux enquêteurs que les attentats contre le World Trade Center « étaient seulement le début ».

### Piste irakienne
En 1995, Laurie Mylroie écrit un article intitulé The World Trade Center Bomb: Who is Ramzi Yousef? And Why It Matters dans la revue The National Interest dans laquelle elle développe la théorie selon laquelle l'Irak de Saddam Hussein est derrière l'attentat du World Trade Center de 1993 pour se venger de la Guerre du Golfe. L'auteur va développer sa théorie et la partager dans un livre publié par le laboratoire d'idées conservateur AEI en 2000 dont le titre est Study of Revenge: Saddam Hussein's Unfinished War Against America. En octobre 2001, l’ancien directeur de la CIA James Woolsey reprend le travail de Mylroie et indique que Ramzi Yousef est selon lui un agent du renseignement irakien bien qu'il ne puisse pas le prouver.
Si Abdul Rahman Yasin est de nationalité irakienne, aucun lien n'a été établi avec le gouvernement irakien. Si Yousef entre aux États-Unis, il indique lui-même dans une interview au journal al-Hayat en 1995 n'avoir aucun lien avec le pays. Aucune autorité officielle n'a confirmé cette théorie, la procureur des procès de l'attentat du World Trade Center, Mary Jo White infirmant même celle-ci. En mars 2008, le Pentagone publie une enquête à partir de 600 000 documents récupérés lors de l’invasion de l’Irak en 2003 dans laquelle il écarte toute connexion directe entre l’Irak de Saddam Hussein et Al-Qaïda.

## Affaire judiciaire

### Premier procès (1993-1994)
Le premier procès de l'attentat du World Trade Center débute en novembre 1993 et dure près de cinq mois. Le procès a duré en longueur, multipliant les témoins avec 207 personnes à la barre et les pièces à conviction avec 1 003 éléments.
L'accusation met en évidence les contacts téléphoniques entre les différents acteurs et leurs demandes auprès d'entreprises de produits chimiques dans différents États. Le procès se concentre sur l'utilisation de la nitroglycérine. Les enquêteurs ont retrouvé cette substance dans les différentes planques des accusés et notamment dans un réfrigérateur au 65 avenue Baldwin à Jersey City. Plusieurs experts témoignent de la dangerosité de refroidir la nitroglycérine, notamment lors du passage de l'état liquide à l'état solide. Des traces de brûlure à l'acide sulfurique sont trouvées sur une chaussure retrouvée dans l'appartement de Mahmud Abouhalima, sans qu'il soit établi qu'elle lui appartienne.
En mars 1994, Salameh, Nidal Ayyad, Mahmud Abouhalima et Ahmad Ajaj sont reconnus coupables lors du procès de l’attentat du World Trade Center. En mai 1994, ils sont condamnés à 240 années d'emprisonnement,. Pour expliquer la sentence, le juge fédéral Kevin Duffy indique que 180 années de prison correspondent aux années de vie espérées perdues par les victimes auxquelles il ajoute 30 années supplémentaires pour chacune des deux autres charges.

### Deuxième procès (1994-1996)
Le deuxième procès élargit l'accusation à douze accusés. Il est alors le plus grand procès pour terrorisme se tenant sur le sol américain. Au début du procès, l'avocat William Kunstler défend trois des accusés, créant confusion et conflit d'intérêts puis est limité à la défense unique d'Omar Abdel Rahman par le juge.
Après un premier retournement de situation et un premier accord annulé en août 1994,,, l'immigrant soudanais Siddig Ibrahim Siddig Ali plaide coupable le 6 février 1995 et signe un accord avec les procureurs pour témoigner contre ses complices,. L'arrestation de Ramzi Yousef quelques jours plus tard ne perturbe pas la poursuite du procès.
Ce procès est également marqué par le témoignage d'Emad Salem, agent infiltré dans la cellule terroriste travaillant comme informateur pour le FBI. Témoin clef de l'accusation, Salem est à la barre pendant un mois. Salem a enregistré à leur insu plusieurs membres de la cellule terroriste discutant de cibles potentielles. Il a également filmé quatre des accusés en train de mélanger de l'essence et du fertilisant dans un garage du Queens.
Dix des onze accusés sont condamnés après un procès de presque neuf mois,, :
- Omar Abdel Rahman, immigré égyptien entré aux États-Unis en 1990, imam aveugle, est condamné pour conspiration contre les États-Unis et pour le complot visant le président égyptien Hosni Moubarak[nyt 53].
- El Sayyid Nosair, immigré égyptien naturalisé américain en 1989, opérateur de maintenance des climatiseurs de la cour civile de New York, est acquitté pour la conspiration de l'attentat à la bombe mais condamné pour conspiration envers le gouvernement, tentative de meurtre et possession d'armes entre autres[nyt 54].
- Ibrahim Elgabrowny, cousin d'El Sayyid Nosair, entrepreneur dans la construction à Brooklyn, est acquitté pour la conspiration de l'attentat à la bombe mais condamné pour conspiration envers le gouvernement, possession de faux passeports et faux documents d'identité, agression d'un agent de police[nyt 54].
- Clement Hampton-El, technicien dans un hôpital de Brooklyn, musulman américain ayant combattu en Afghanistan dans les années 1980 comme volontaire médical, accusé d'avoir fourni les armes au groupe, être allé chercher les détonateurs des bombes et d'organiser l'entraînement de style militaire du groupe, condamné pour conspiration à un attentat à la bombe, tentative d'attentat à la bombe et conspiration contre le gouvernement[nyt 54]. Il témoigne avoir menti lorsqu'il a dit essayer d'obtenir des détonateurs et déclare qu'il pensait que la cible était un entrepôt où sont stockées des armes pour être envoyées aux Serbo-Bosniaques[nyt 55].
- Amir Abdelgani, immigré soudanais travaillant comme chauffeur, accusé d'avoir repéré des cibles et avoir aidé à mélanger l'essence au fertilisant, condamné pour conspiration à un attentat à la bombe, tentative d'attentat à la bombe et conspiration contre le gouvernement[nyt 54].
- Fares Khallafalla, immigré soudanais travaillant comme chauffeur, accusé d'avoir participé aux réunions de préparation à la planque, d'avoir acheté les minuteurs et le fertilisant de la bombe et d'avoir essayé d'obtenir des véhicules pour transformer des bombes, condamné pour conspiration à un attentat à la bombe, tentative d'attentat à la bombe et conspiration contre le gouvernement[nyt 54].
- Tarig Elhassan, immigré soudanais travaillant dans des groupes d'aides aux sans-abris, accusé d'avoir participé aux réunions de préparation à la planque et d'avoir aidé à mélanger l'essence et le fertilisant, condamné pour conspiration à un attentat à la bombe, tentative d'attentat à la bombe et conspiration contre le gouvernement[nyt 54].
- Mohammed Saleh, immigré jordanien travaillant dans deux stations service, accusé d'avoir fourni 255 gallons d'essence — soit 965 litres — à la planque et d'avoir demandé à ses employés de détruire les preuves de la transaction, plaide coupable[nyt 53] et est condamné pour conspiration à un attentat à la bombe, tentative d'attentat à la bombe et conspiration contre le gouvernement[nyt 54].
- Victor Alvarez, natif de New York, élevé à Porto Rico, mécanicien automobile et charpentier, accusé d'avoir fourni une arme pour protéger la planque, d'avoir accepté d'obtenir des voitures volées pour déplacer les bombes et d'avoir aidé à mélanger l'essence au fertilisant, condamné pour conspiration à un attentat à la bombe, tentative d'attentat à la bombe et conspiration contre le gouvernement[nyt 54].

En avril 1996, un diplomate soudanais, le second secrétaire de la mission soudanaise, Ahmed Yousif Mohamed, est expulsé des États-Unis pour avoir fourni des informations sur la visite du président Hosni Moubarak aux Nations unies en 1993 à la cellule terroriste. Un autre diplomate soudanais mis en cause, Siraj Yousif, a quitté le pays en juillet 1995.

### Troisième procès (1996-1998)
En novembre 1997, un jury fédéral de Manhattan condamne Ramzi Yousef et Eyad Ismoil après trois jours de délibération. La procureure Mary Jo White indique qu'Yousef est à son avis un cerveau de l'opération mais pas le cerveau de l'opération. En janvier 1998, Ramzi Yousef est condamné à la prison à vie ainsi qu'à 240 années de prison pour l'attentat du World Trade Center et l'opération Bojinka. Il déclare devant la cour « je suis un terroriste et je suis fier de l'être »,.

## Héritage

### Réparations et rénovation
Port Authority crée le « Towers Fund » de 15 millions de dollars pour offrir un soutien psychologique, des aides à la Croix-rouge, et des cadeaux pour les travailleurs qui reviennent travailler dans les deux tours.
Le chantier de nettoyage et de réparation des dommages subis au complexe du World Trade Center est de grande ampleur. Port Authority engage 45 entreprises et 4 000 travailleurs dans ce chantier de reconstruction, dont 2 700 employés en permanence uniquement pour le nettoyage pour un coût de 20 millions de dollars. Il est d'abord nécessaire d'évacuer les 544 véhicules détruits dans le parking vers Brooklyn avant de débuter les travaux.
L'attentat a entraîné l'évacuation de plusieurs dizaines de milliers de personnes. Dans la précipitation, de nombreuses clés sont perdues, entraînant le changement de milliers de serrures et clés individuelles pour un coût de 5 millions de dollars.

### Amélioration de la sécurité
Dans les heures qui suivent l'attentat, les responsables de Port Authority reconnaissent les failles du système d'urgence et d'évacuation du World Trade Center. Ils prévoient alors d'installer des lumières pour faciliter l'évacuation et de déplacer les générateurs d'électricité de secours à un étage élevé. De nombreuses entreprises y travaillant revoient leurs procédures d’urgence, notamment les éléments concernant l’évacuation des bâtiments. Ces procédures jouent un rôle dans l’évacuation des tours lors des attentats du 11 septembre 2001, qui ont détruit les Tours jumelles ainsi que l'ensemble du complexe. Un nouveau système d’alarme incendie est installé pour un coût de 50 millions de dollars pour répondre aux préoccupations des locataires. Le parking souterrain est désormais fermé au public et limité aux travailleurs du World Trade Center. De nouvelles barrières de protection à l'entrée sont mises en place ainsi qu'un nouveau système de vidéosurveillance pour un coût annuel de 20 millions de dollars.

### Mémorial
Une fontaine en granite, conçue par Elyn Zimmerman, est érigée en 1995 en mémoire des victimes sur la place Austin J. Tobin, directement au-dessus de l’endroit de l’explosion. Sur la fontaine, on peut lire les noms des six personnes mortes dans l'attentat ainsi que cette inscription :
« Le 26 février 1993, une bombe posée par des terroristes a explosé sous cet endroit. Cet horrible acte de violence a tué des personnes innocentes, en a blessé des milliers d’autres et a fait de nous tous des victimes,. »
La fontaine est détruite avec l’ensemble du World Trade Center lors des attentats du 11 septembre 2001. Un fragment de celle-ci est retrouvé dans les décombres. Il porte les inscriptions « mem », morceau de « memoria » et « John D. », en référence à la victime John DiGiovianni et est intégré le 26 février 2005 au mémorial temporaire conçu par l’architecte de l’administration portuaire Jacqueline Hanley et érigé sur la Liberty Street, face aux décombres du World Trade Center,,. Le mémorial n'est pas ouvert au public, mais il était possible de l’apercevoir par-delà les barrières.
Au Mémorial du 11 Septembre, ouvert en 2011 à l'occasion du dixième anniversaire de ces derniers attentats, les six victimes de l’acte terroriste de 1993 sont commémorées sur le bassin nord, au niveau du panneau N-73.

### Citations originales
1. ↑  (en) « the American political, economical and military support to Israel the state of terrorism and to the rest of the dictator countries in the region ».
2. ↑  (en) « will continue to execute our missions against military and civilian targets ».
3. ↑  (en) « more than 150 suicidal soldiers ready to go ahead ».
4. ↑  (en) « some potential Nuclear targets ».
5. ↑  (en) « The majority of the people who work in the World Trade Center are Jews ».
6. ↑  (en) « revenge for my Palestinian brothers and my brothers in Saudi Arabia ».
7. ↑  (en) « I am a terrorist and I am proud of it ».
8. ↑  (en) « On February 26, 1993, a bomb set by terrorists exploded below this site. This horrible act of violence killed innocent people, injured thousands, and made victims of us all ».